# 神田消防署

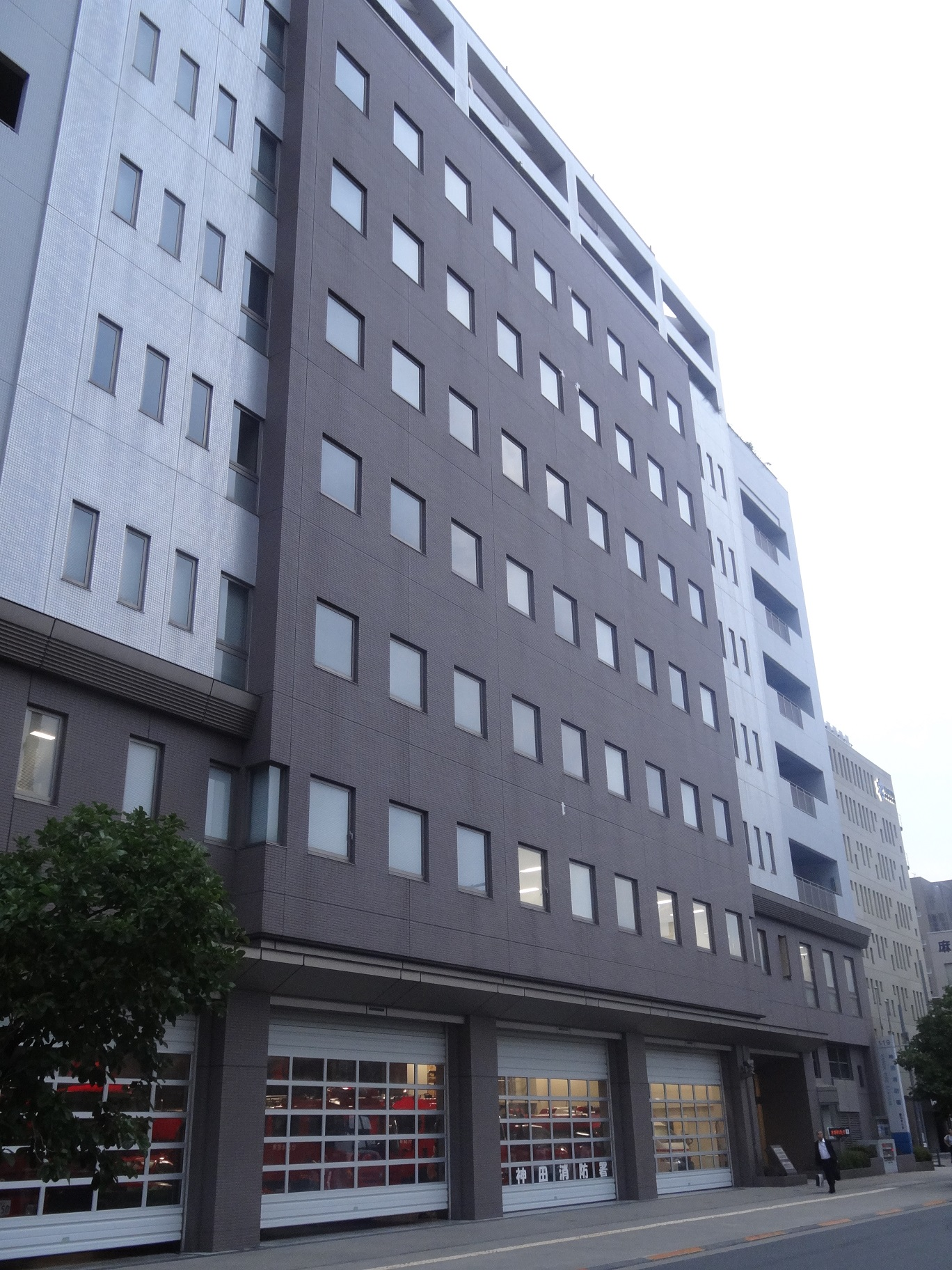
消防署外観

神田消防署（かんだしょうぼうしょ）は、東京都千代田区外神田四丁目にある東京消防庁第一消防方面本部に所属する消防署。

## 所在地
- 東京都千代田区外神田四丁目14番3号

最寄駅：京浜東北線・山手線・総武本線秋葉原駅電気街口より徒歩5分、・東京メトロ銀座線末広町駅1番出口より徒歩2、3分・つくばエクスプレス秋葉原駅　2・3番出口より徒歩10分

## 概要
神田消防署の管内は、千代田区の北東側に位置し、日本のみならず、海外人旅行者からの人気を高い秋葉原電気街や神保町書店街などがある。神田消防署の出張所として、三崎町出張所及び鍛冶町出張所が設置されている。本署の記号は 神 である。

## 管轄区域
- 千代田区外神田1・2・3・4・5・6丁目、神田淡路町1・2丁目、神田須田町1・2丁目、神田錬塀町、神田花岡町、神田松永町、神田佐久間河岸、神田平河町、神田相生町、神田和泉町、東神田3丁目、神田小川町1・2丁目、神田佐久間町1・2・3・4丁目、神田駿河台1・2・3・4丁目、神田多町2丁目、神田鍛冶町3丁目、岩本町3丁目、神田岩本町、猿楽町1・2丁目

## 出張所
- 鍛冶町出張所

所在地 - 千代田区鍛冶町2-3-2
管　轄 - 鍛冶町1・2丁目、神田司町2丁目、内神田1・2・3丁目、神田紺屋町、神田東紺屋町、神田北乗物町、神田富山町、神田東松下町、神田西福田町、神田美倉町、神田美土代町、岩本町1・2丁目、東神田1・2丁目、神田錦町1・2・3丁目
- 三崎町出張所

所在地 - 千代田区三崎町3-3-9
管　轄 - 神田小川町3丁目、西神田1・2・3丁目、三崎町1・2・3丁目、神田神保町1・2・3丁目、一ツ橋2丁目
- 駿河台出張所(2013年4月1日に麹町消防署九段出張所との統廃合で三崎町出張所が建設されたため、廃止された。)

当時所在地 - 千代田区神田小川町3-8

## 配備車両

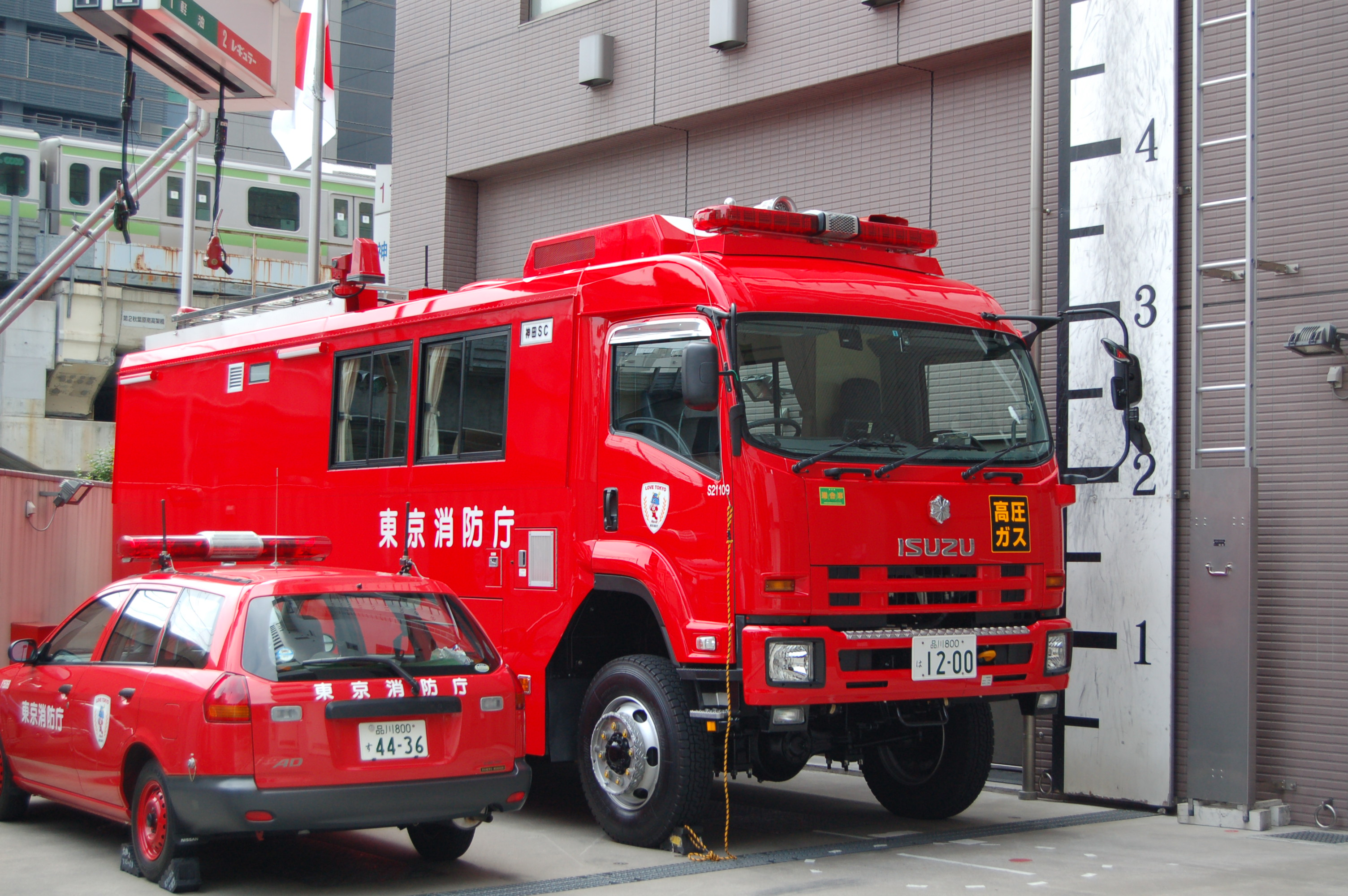
神田消防署指揮統制車

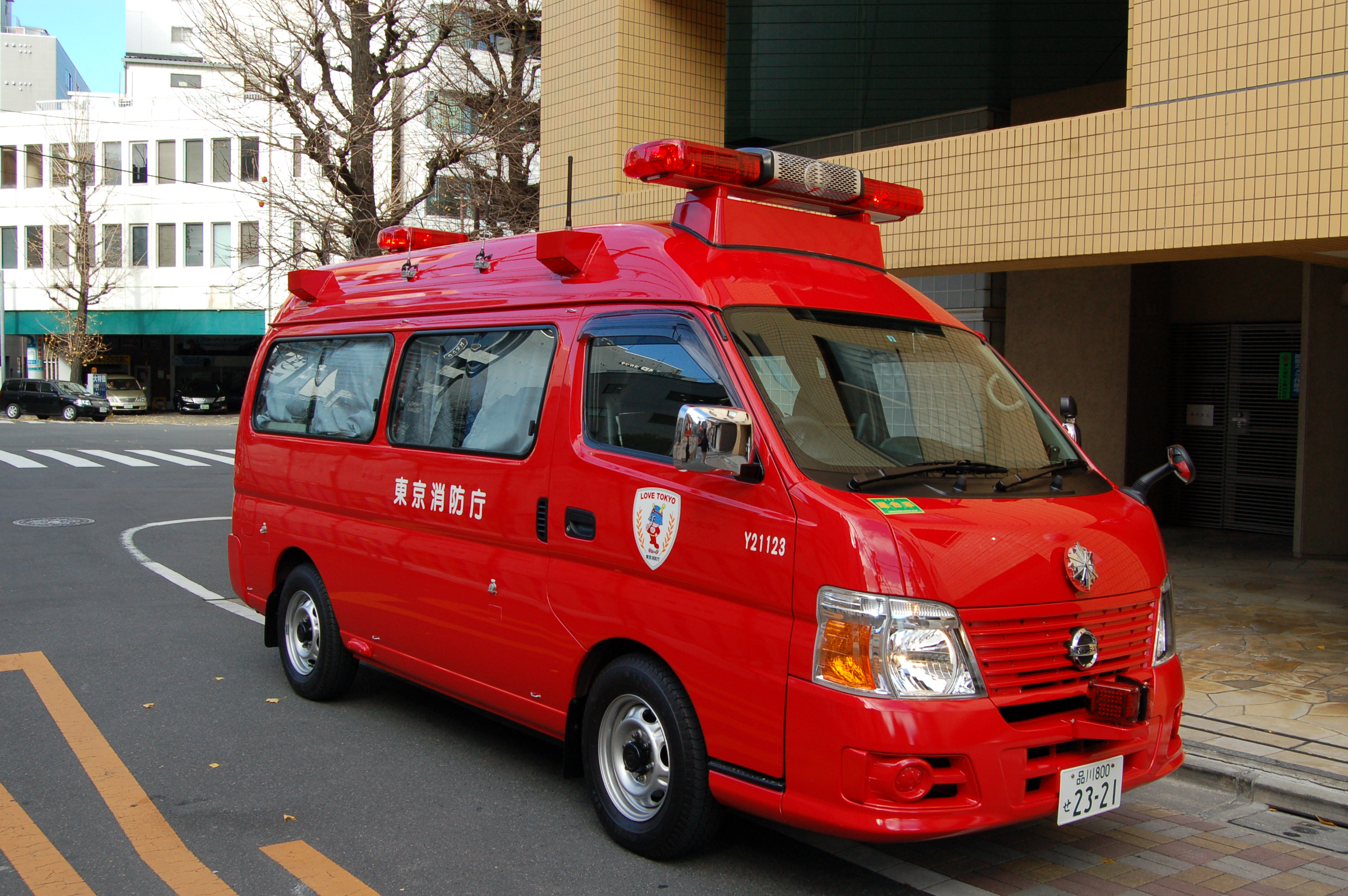
神田消防署指揮隊車

- 神田1 - 普通消防ポンプ車
- 神田2 - 水槽付ポンプ車
- 神田PE - 非常用ポンプ車
- 神田YD - 指揮隊車
- 神田SC - 指揮統制車
- 神田SQ - 人員輸送車
- 神田L - 30m級はしご車
- 神田A - 救急車
- 神田YF - 査察広報車

## 沿革
- 1925年（大正15年）7月 - 警視庁神田消防署として千代田区神田淡路町1-12に新設。
- 1933年（昭和8年）- 白木屋火災を教訓に「専任救助隊」が日本で初めて設置される。戦後の特別救助隊の先祖。
- 1939年（昭和14年）10月 - 岩本町出張所が開所。
- 1942年（昭和17年）6月 - 鍛冶町派出所が開所。
- 1948年（昭和23年）3月7日 - 警視庁神田消防署より、東京消防本部神田消防署となる
- 1948年（昭和23年）5月 - 東京消防庁神田消防署となった。
- 1951年（昭和26年）3月1日 - 丸の内消防署から分離独立。駿河台出張所、鍛冶町出張所及び須田町分遣所が丸ノ内消防署から移管される。
- 1978年（昭和53年）11月12日 - 神田消防署少年団発足
- 1989年（平成元年）4月 - 神田防火婦人会発足
- 1995年（平成7年）2月 - 神田消防署災害時支援ボランティア発足
- 2004年（平成16年）7月 - 神田消防署が千代田区外神田4-14-3に移転する。
- 2004年(平成16年)12月 - 神田特別消火中隊発足
- 2012年(平成24年)1月 - 神田本署の特別消火中隊が運用変更で、鍛冶町出張所に移動。鍛冶町特別消火中隊となり、鍛冶町1が特別消火中隊ポンプ車となる。
- 2012年(平成24年)11月 - 神田消防署のキャラクター、「神田よくみ」が発表された。作画は永野つかさ。
- 2013年(平成25年)4月1日 - 駿河台出張所が麹町消防署九段出張所と統廃合され、三崎町出張所に変わる。駿河台は廃止。
- 2020年(令和2年)10月19日 - 鍛治町出張所の特別消火中隊の運用解除。